# Distretto di Pueblo Nuevo (Ica)
Il distretto di Pueblo Nuevo è uno dei quattordici distretti della provincia di Ica, in Perù. Si trova nella regione di Ica e si estende su una superficie di 33,12  chilometri quadrati.